# Лебедев, Дмитрий Петрович
Дми́трий Петро́вич Ле́бедев (1851—1891) — археограф, хранитель рукописей старославянских печатных книг в Московском Публичном и Румянцевском музеях.

## Биография
Лебедев Дмитрий Петрович родился в Рязани в семье канцелярского служителя. Он учился в местной гимназии, которую окончил с золотою медалью, затем поступил в Московский университет, который закончил в 1874 году кандидатом по историко-филологическому факультету.
Службу он начал в Ивано-Вознесенском реальном училище, где оставался около трёх лет. С 1878 по 1880 год слушал лекции в открывшемся Санкт-Петербургском археологическом институте.
В этом институте Лебедев выполнил несколько дел, порученных ему Николаем Васильевичем Калачовым:
- извлечение из архива департамента народного просвещения документы по истории народного образования в царствование императора Александра І
- осмотрение в Рязани назначенные к уничтожению дела местного архива управления государственными имуществами

За составление обзора этих дел, а также за исследование о мировых сделках в древней России Лебедев при окончании курса в институте был награждён серебряною медалью.
После окончания Археологического института Лебедев был назначен помощником хранителя рукописей в Московском Публичном и Румянцевском музеях, благодаря чему воспользовался руководством знатока старинной письменности Викторова, Алексея Егоровича, занимавшего должность хранителя.
В августе 1883 года скончался Викторов, и Лебедев был назначен хранителем рукописей в Московском Публичном и Румянцевском музеях. Во время занимания им это должности выпущены отчёты за два трёхлетия (1883 — 1885 годы, 1886 — 1888 годы), в которые вошли описания новых приобретений рукописного отделения.
Скончался Лебедев Дмитрий Петрович 8 декабря 1891 года.

## Литературная деятельность
При жизни Викторов поручил Лебедеву описание объёмной(до 3000 номеров) коллекции историко-юридических актов, поступившей в музей в 1875 году после смерти профессора Ивана Дмитриевича Беляева, который составил её и систематически подобрал в виде материала для изучения разнообразных форм старинной администрации и судопроизводства.
Этот труд Лебедева был опубликован в 1881 году к пятидесятилетию Румянцевского музея под названием «Собрание историко-юридических актов И. Д. Беляева».
Затем Лебедев обработал археографические заметки Викторова, сделанные им во время посещения в 1876, 1887 и 1881 годах монастырских, церковных и семинарских библиотек, благодаря чему били издана книга под названием «Описи рукописных собраний в книгохранилищах северной России», опубликованная Археографической комиссией в 1890 году.
Во время работы над «Описью» Лебедев составлял и другие труды. Он собирал материалы для истории Рязанского края, которую собирался создать. К этой работе относится небольшая статья под названием «Праздники в Переяславле Рязанском 20 и 22-го сентября 1774 года».
К восьмому археологическому съезду, проходившему в Москвев январе 1890 года, Лебедев приготовил реферат по поводу проповеди, которую он отыскал в рукописи. Данная проповедь, произнесённая по случаю изгнания Крымского хана Саит-Гирея из-под Москвы 31 июля 1541 года, составляет автограф Благовещенского протопопа Сильвестра и подтвердила предположение историка Соловьёва Сергея Михайловича о том, что протопоп Сильвестр, вопреки утверждению других историков, был известен Ивану Грозному до 1547 года.
Также Лебедевым издана «Автобиография В. А. Даудова».